# 傑作撰 2001〜2005
『傑作撰 2001〜2005』(けっさくせん 2001〜2005) は、森山直太朗初のベスト・アルバム。2005年6月15日発売。
発売元はユニバーサルミュージック。

## 概要
初のベスト・アルバムの本作は初回限定盤と通常盤の2形態で発売。初回限定盤は2つのディスクで構成。シングルとして馴染みある楽曲中心の空盤、アコースティックアレンジの楽曲中心のボーナスディスクの雲盤からなる。インディーズでの楽曲「高校3年生」も収録。同日発売シングル「小さな恋の夕間暮れ」は本作には収録していない。

## 収録曲

### 空盤
特記以外全曲 (作詞: 森山直太朗/御徒町凧 作曲: 森山直太朗 編曲: 中村太知)
1. 時の行方〜序・春の空〜  (エディット)
（作詞・作曲:森山直太朗/御徒町凧 編曲:渡辺善太郎）
7枚目シングル。アルバム初収録。リミックス。
2. さくら (独唱)
2枚目シングル。シングル・ヴァージョンはアルバム初収録。
3. 愛し君へ
4. 陽は西から昇る
5. 太陽 〜邂逅編〜
4枚目シングル。『新たなる香辛料を求めて』収録ヴァージョン。
6. 高校3年生 〜リミックス〜（作詞・作曲:直太朗 編曲:吉俣良 リミックス:田村誠）
アルバム『直太朗』収録曲。リミックス。
7. 今が人生
6thシングル。アルバム『新たなる香辛料を求めて』収録ヴァージョン。
8. 風唄
9. 声
4枚目シングル。
10. 星屑のセレナーデ
1枚目シングル。アルバム初収録。
11. レスター
12. 生きとし生ける物へ
5枚目シングル。シングル・ヴァージョンはアルバム初収録。
13. 夏の終わり
3枚目シングル。

### 雲盤
録り直しも含め、弾き語りを中心としたアコースティック調のアレンジで統一されている。
作詞・作曲: 森山直太朗/御徒町凧 (3, 4, 5, 8)
作詞: 森山直太朗/御徒町凧・作曲: 森山直太朗 (1, 2, 6, 7)
1. 土曜日の嘘（編曲: 中村太知）
2. 季節の窓で 〜雲バージョン〜（編曲:中村太知）
3. 青い瞳の恋人さん（サウンド・プロデュース:森山直太朗/御徒町凧/田村誠）
4. あの街が見える丘で 〜雲バージョン〜（サウンド・プロデュース: 森山直太朗/御徒町凧/田村誠）
5. 駅前のぶる〜す（作詞・作曲: 森山直太朗/御徒町凧 サウンド・プロデュース: 森山直太朗/御徒町凧/田村誠） ※未発表曲。
6. いつかさらばさ 〜雲バージョン〜（サウンド・プロデュース: 森山直太朗/御徒町凧/田村誠）
7. なんにもないへや（編曲: 中村太知）
8. ハーモニー（サウンド・プロデュース: 森山直太朗/御徒町凧/田村誠） ※未発表曲。

雲盤はさらに隠しトラック「スキヤキ 〜猫バージョン〜」（作詞: 森山直太朗/御徒町凧 作曲: 森山直太朗）を収録。「ハーモニー」の演奏終了後約4分半後から楽曲が流れ始める。

## 演奏
空盤
- 森山直太朗
  - Vocal
  - Acoustic Guitar (#1.4.5.9.10)
  - Gut Guitar (#11)
- 金原千恵子、大林典代、原雅道、浜野考史、大久保祐子、秋山俊樹：1st Violins (#1)
- 栄田嘉彦、桐山なぎさ、伊能修、デューク藤堂：2nd Violins (#1)
- 徳高真奈美、鈴木るか：Violas (#1)
- 大沢真人、笠原あやの：Cellos (#1)
- 渡辺善太郎：Synthesizer Programming & All Other Instruments (#1)
- 斎藤有太
  - Piano (#2.3)
  - Hammond Organ (#5)
- 中村タイチ
  - Acoustic Guitar (#4.5.8.10.13)
  - Electric Guitar (#4.5.10)
  - Keyboards (#4.10)
  - Electric Bass (#5.10.13)
  - Mandolin, 三線 (#13)
  - Programming (#10)
  - Keyboards Programming (#11)
  - All Other Instruments (#4.5.8.11.12.13)
- 飯田高広
  - Synthesizer Programming (#4)
  - Synthesizer Operation (#5.7.8.10.12)
- あらきゆうこ：Drums, Percussion (#5)
- 弦一徹、森琢哉
  - 1st Violins (#5)
  - Violins (#7)
- オルタード真部、金子芳子、永田真希、執行恒宏：1st Violins (#5)
- クラッシャー木村
  - 2nd Violins (#5)
  - Violins (#7)
- 武藤宏樹、相川麻里子、丸山美里、藤堂昌彦、落合孝男：2nd Violins (#5)
- 室屋光一郎、梶谷裕子：Violas (#5.7)
- 三木章子、坂口弦太郎：Violas (#5)
- 森田香織：Cellos (#5.7)
- 落合範久：Cellos (#5)
- 田村誠
  - Drums Loops Programming & Editing Operation (#5.7.8.10.12.13)
  - Percussion Loops Programming (#5.7.12)
- 吉俣良：Keyboards, Arrangement (#6)
- 狩野良昭：Acoustic Guitar (#6)
- 渡辺茂：Bass (#6)
- 村石雅行：Drums (#6)
- 弦一徹ストリングス：Strings (#6)
- 田中義人：Acoustic Guitar (#7)
- 小倉博和
  - Electric Guitar (#7)
  - Acoustic Guitar, Electric Bass, Bouzouki (#12)
- 山内薫：Electric Bass (#7)
- 武部聡志
  - Piano (#7.13)
  - Hammond Organ (#7)
- 河村智康：Drums (#7)
- 中北裕子：Percussion (#7)
- 門脇大輔：Violin (#7)
- 堀沢真己：Cello (#7.8)
- Crew on The Ship of Naotaro：Chorus (#7)
- 美久月千晴：Fretless Bass (#8.12)
- 篠崎正嗣
  - 1st Violins (#8)
  - Violins (#9)
  - 二胡 (#13)
- 平澤仁：1st Violins (#8)
- 馬渕昌子、安藤裕子：Violas (#8)
- 苅田雅治：Cellos (#8)
- 小堀真梨：Leier (#8)
- 双紙正哉：Violins (#9)
- 成瀬かおり：Viola (#9)
- 大越王夫：Percussion (#10)
- 島村英二：Drums (#12)
- 大儀見元：Percussion (#12)
- 早稲田大学混声合唱団 (山本剛大、深谷幸平、福井晃太郎、新垣眞広、羽田野浩平)：Chorus (#12)
- 杉山顕義：Sleigh Bell (#13)

雲盤
- 森山直太朗 
  - Vocal, Acoustic Guitar
  - Poetry Reading (#2)
  - Blues Harp (#4.8)
- 田村誠
  - Drums & Percussion Loops Programming (#4.6.7)
  - Editing Operation (#4.5.6.7)
  - Sound Effect Programming (#5)
- 相馬充：Ocarina (#7)